# Parc Kai Tak Runway
Le parc Kai Tak Runway est un parc public construit à l'emplacement de la piste de l'ancien aéroport Kai Tak de Hong Kong. Il fait partie du projet de développement urbain de Kai Tak (en) (renouveau du Sud-Est de la péninsule de Kowloon par la réhabilitation des 320 hectares du site de l’ancien aéroport),,.
Le parc doit être construit en deux phases, et devrait être achevé en 2016.
Le coût estimé total est de 240 millions de dollars de Hong Kong.

## Situation géographique
Le parc Kai Tak Runway est situé dans le district de Kowloon City, un des dix-huit districts de Hong Kong, et plus précisément dans une des huit circonscription administratives de la péninsule de Kowloon.

En vert, district de Kowloon City, sur la carte des districts de Hong Kong

## Accès
Le parc est accessible par différents moyens de transports.

### Les transports personnels
Il y a un parking payant pour véhicules privés (voiture, vélo, moto) au rez-de-chaussée du terminal de croisière de Kai Tak (en) situé à moins de 100 mètres de l'entrée du parc.

### Le Taxi

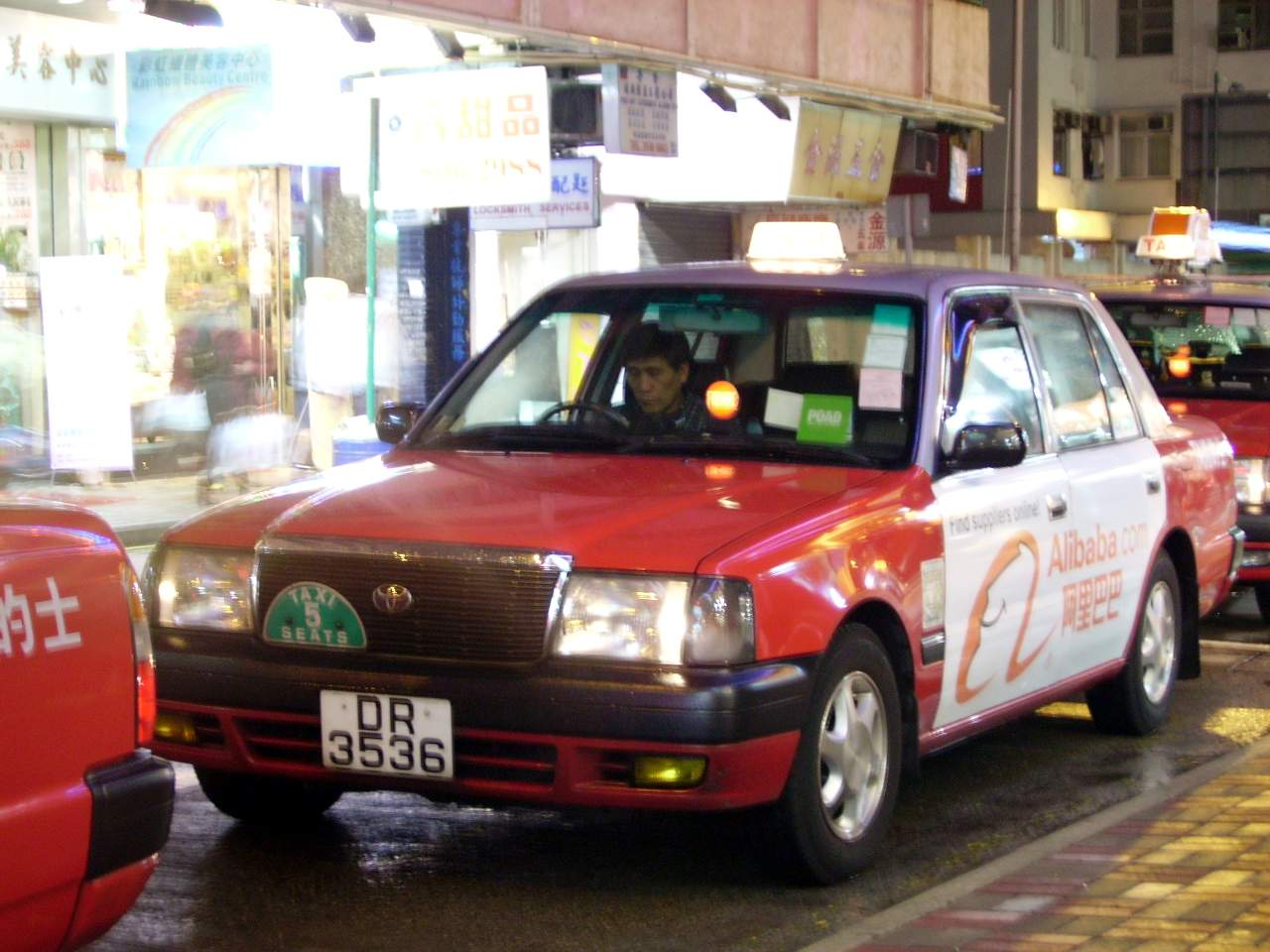
Taxi de Hong Kong

Les taxis de Hong Kong circulent tous les jours et 24 heures sur 24. 

### Le métro
Pour le moment aucun métro ne dessert cette partie du territoire, mais à terme le parc devrait être relié à la future ligne Sha Tin to Central Link (en) par un monorail surélevé de 9 km de long.

### Le bus
Bus numéro 5R de la compagnie KMB (en) qui circule uniquement les dimanches et jours fériés de 11  heures à 19 heures.C'est un service spécial circulaire entre le terminal de croisière de Kai Tak (en) et les stations de métro (MTR) de Ngau Tau Kok et Kwun Tong (MTR) situées sur la Ligne Kwun Tong (MTR).Le trajet total (4,2 km) dure une quinzaine de minutes et est gratuit.La fréquence est d'environ un bus toutes les demi-heures.

### Le minibus

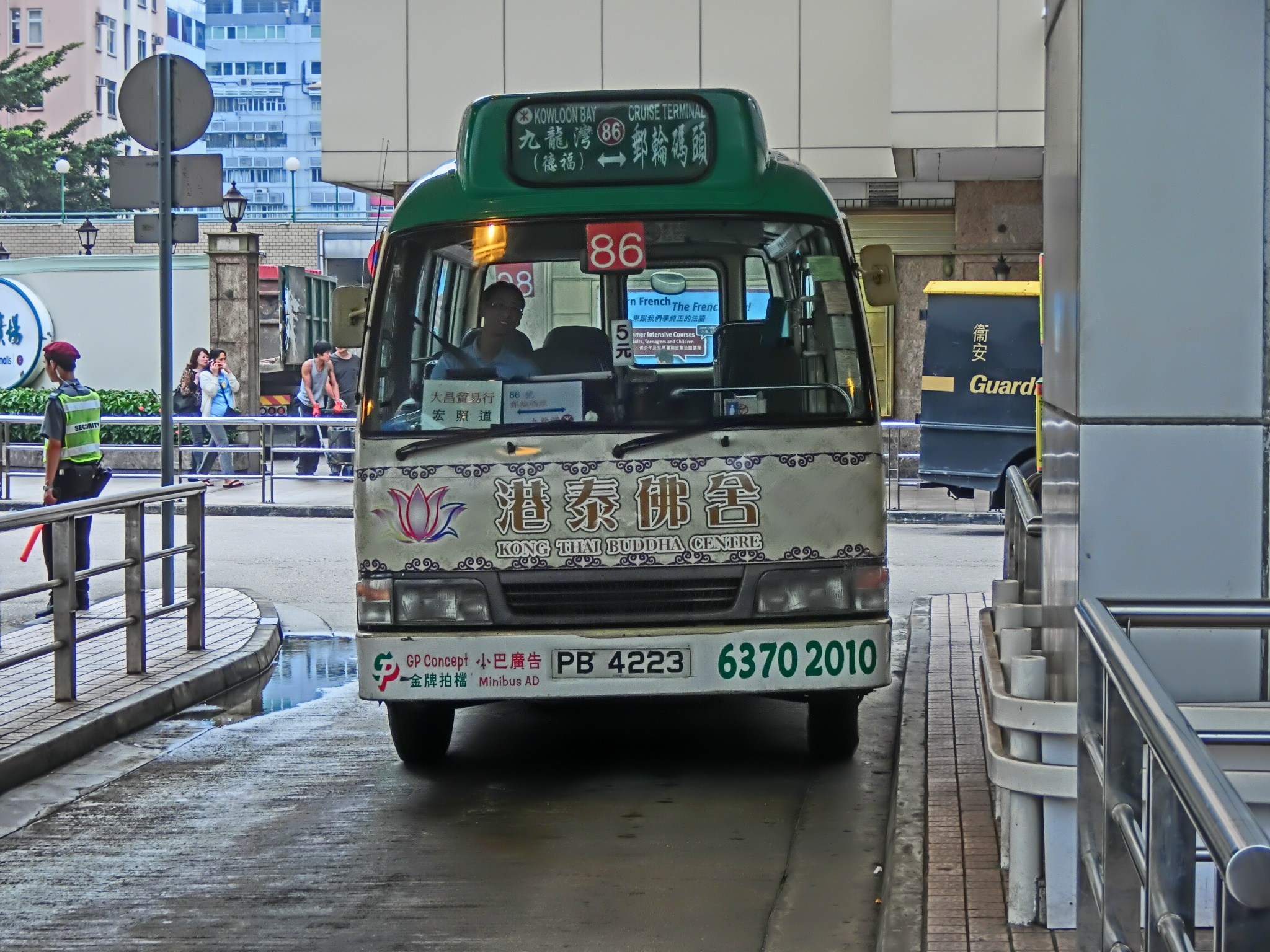
Minibus numéro 86

Minibus (Light Public Bus) numéro 86 de la compagnie Green Minibus de Kowloon qui circule tous les jours (y compris les dimanches et jours fériés) entre 6 heures 40 et 23 heures.C'est un service régulier circulaire entre le centre de bus du quartier immobilier de (en) Telford Gardens dans le quartier de Kowloon Bay, district de Kowloon et le terminal de croisière de Kai Tak (en). Le trajet total (3,4 km) dure une quinzaine de minutes et coûte 5 $HK. La fréquence est d'environ un bus toutes les vingt minutes.

## Historique
Depuis sa fermeture en 1998 et malgré le projet de développement de Kai Tak (en),,, le site de l'ancien aéroport Kai Tak a été plus ou moins laissé à l'abandon pendant une décennie, mis à part certaines parties qui ont eu des utilisations diverses selon les époques. Ainsi la zone de l'ancienne piste a servi tour à tour de parking pour les compagnies de bus, de stockage pour les différentes administrations, ou bien encore de terrain de golf.
En 2004 après des années de discussions entre le Gouvernement, les représentants locaux et les promoteurs immobiliers, le projet de développement de Kai Tak (en) est relancé et les choses s'accélèrent. Ce projet prévoit de transformer cette zone en un gigantesque complexe de zones résidentielles et commerciales, de parcs et jardins publics, avec des infrastructures telles qu'un stade géant, un terminal pour bateaux de croisière, des hôtels de luxe...
Ainsi en 2004 commence la destruction des anciennes aérogares, qui se poursuit jusqu'en 2006. Puis à partir de 2008 on procède à la décontamination du site. La construction du parc en lui-même commence en août 2012 et se termine (pour la première phase) en avril 2014. Le parc est inauguré et officiellement ouvert au public en août 2014. La seconde phase est toujours en construction et devrait s'achever en 2016.

## Description du parc[3]
Construit en bout de piste de l’ancien aéroport de Kai Tak, il s’étend sur 2.82 hectares.
Ce parc est dirigé par le Département des loisirs et des services culturels de Hong Kong.
Ses principales caractéristiques sont une promenade de bord de mer de 270 m, une large pelouse de plus de 1 hectare (élément assez rare à Hong Kong) et une grande place ouverte avec vue sur (en) Kowloon Bay (sur la gauche) et sur le terminal de croisière de Kai Tak (en), ouvert en 2013, et son jardin sur le toit.
Tout au long de la promenade en bord de mer, les visiteurs ont une vue panoramique sur le Victoria Harbour et sur des sites de Hong Kong très connus tels que Le (en) Lion Rock, le (en) Kowloon Peak, et (en) Lei Yue Mun.
Un de ses attraits majeurs, pour les passionnés d'aviation, est la présence d'éléments liés à l'ancien aéroport Kai Tak.

Pelouse et espaces verts du parc
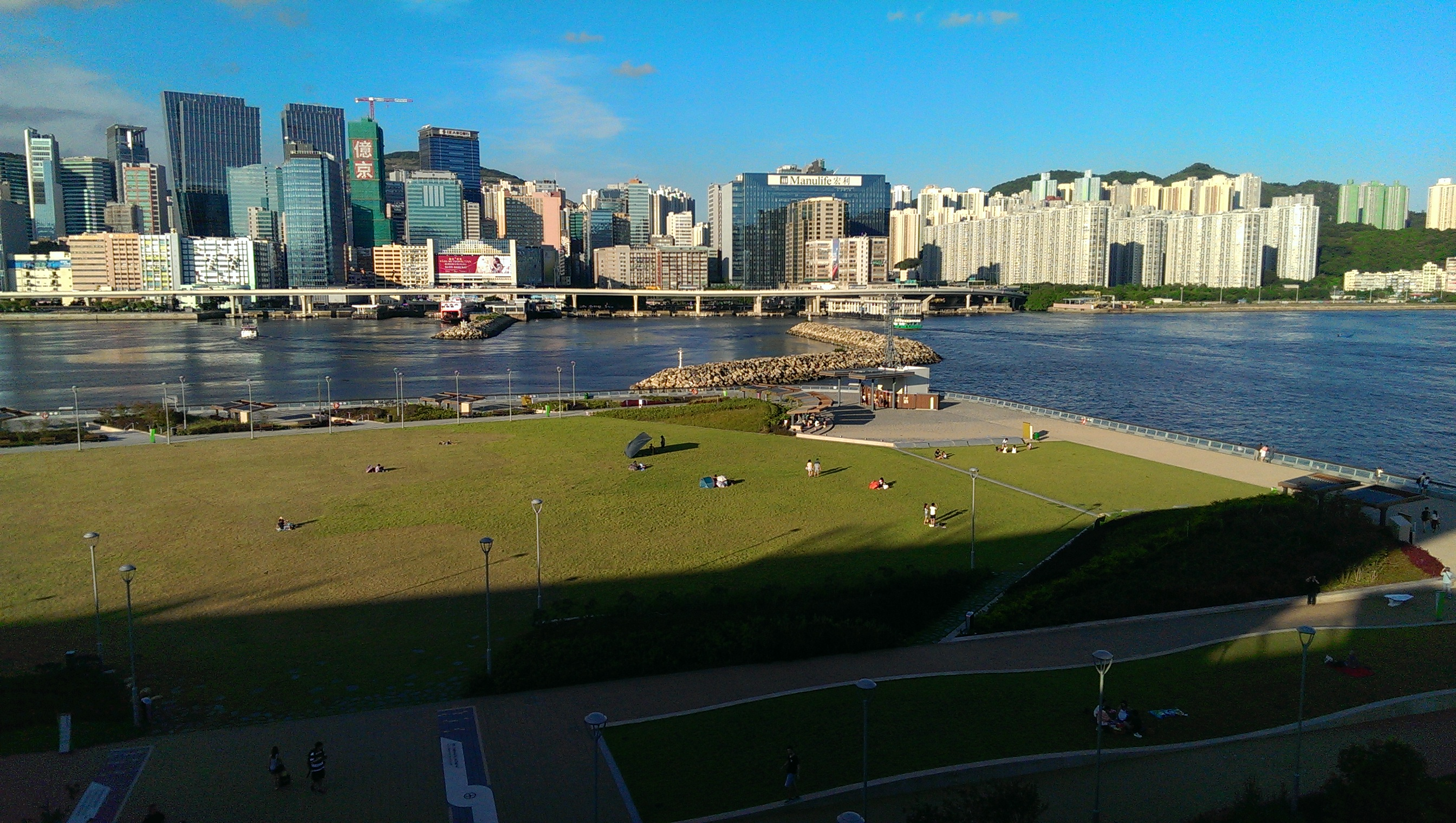
Pelouse, fresque historique, station météo et espace exposition
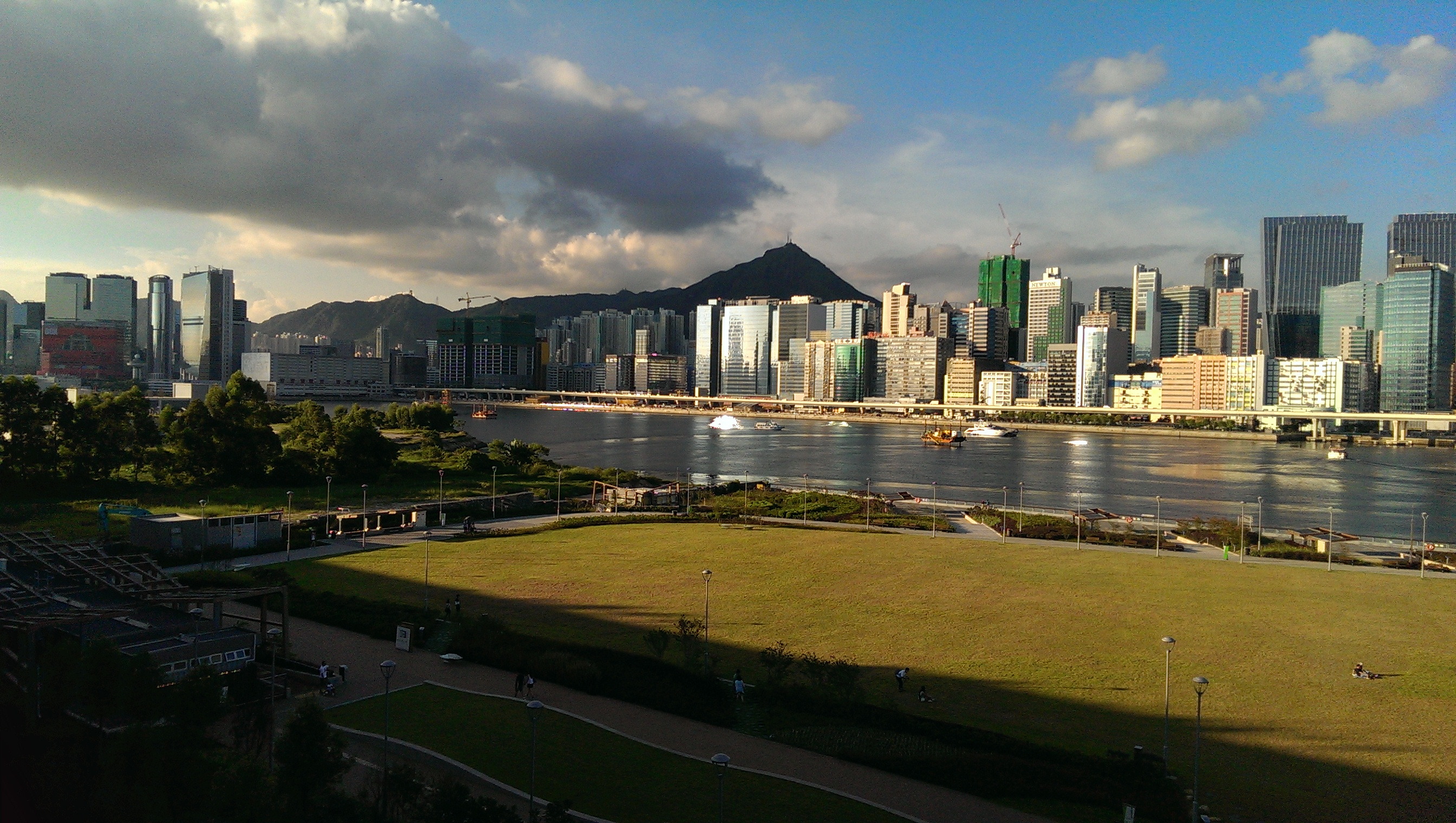
Pelouse
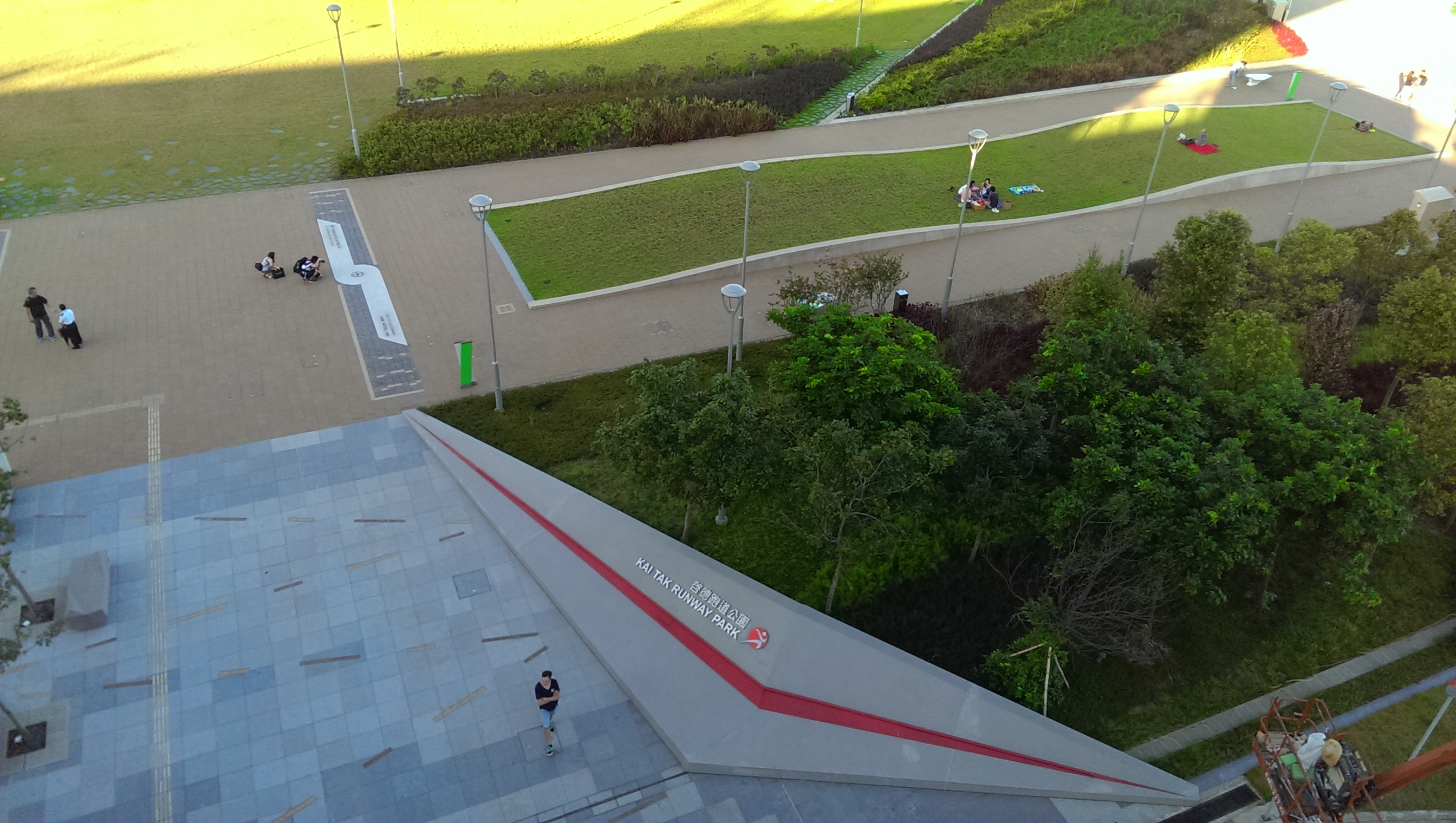
Entrée du parc et fresque historique

### Équipements et mobilier
De nombreux éléments proviennent de l'ancien aéroport.
- Les toilettes sont en fait d'anciens conteneurs, recouverts de plantes grimpantes pour se camoufler dans la décoration du parc[6]
- Le damier noir et jaune de bout de piste (qui servait de référence visuelle pour les pilotes en approche).
- Des éléments de l'ancienne piste, notamment les nombres 13 et 31 (la piste était  numérotée 13 / 31 car orientée à 135 / 315 degrés).
- L'ancienne station météorologique de l'aéroport a été déplacée à l'extrémité du parc et remise en service. Elle fournit ainsi d'importantes informations à l'Observatoire de Hong Kong très utiles dans la prévention des cyclones, fréquents dans cette ville.

Le parc comporte aussi des éléments nouveaux dont beaucoup sont relatifs au passé de ce lieu.
- Une petite exposition photo permanente retraçant l'histoire de Kai Tak de son ouverture en 1924 à sa fermeture en 1998.
- Au sol une fresque historique bilingue anglais/chinois retrace quelques éléments clés de cet aéroport.
- Disséminés dans le parc, des bancs en forme d'avion au graphisme et couleurs représentant des billets d’avion, des cartes d’embarquement, des étiquettes bagages...

Équipements et mobilier
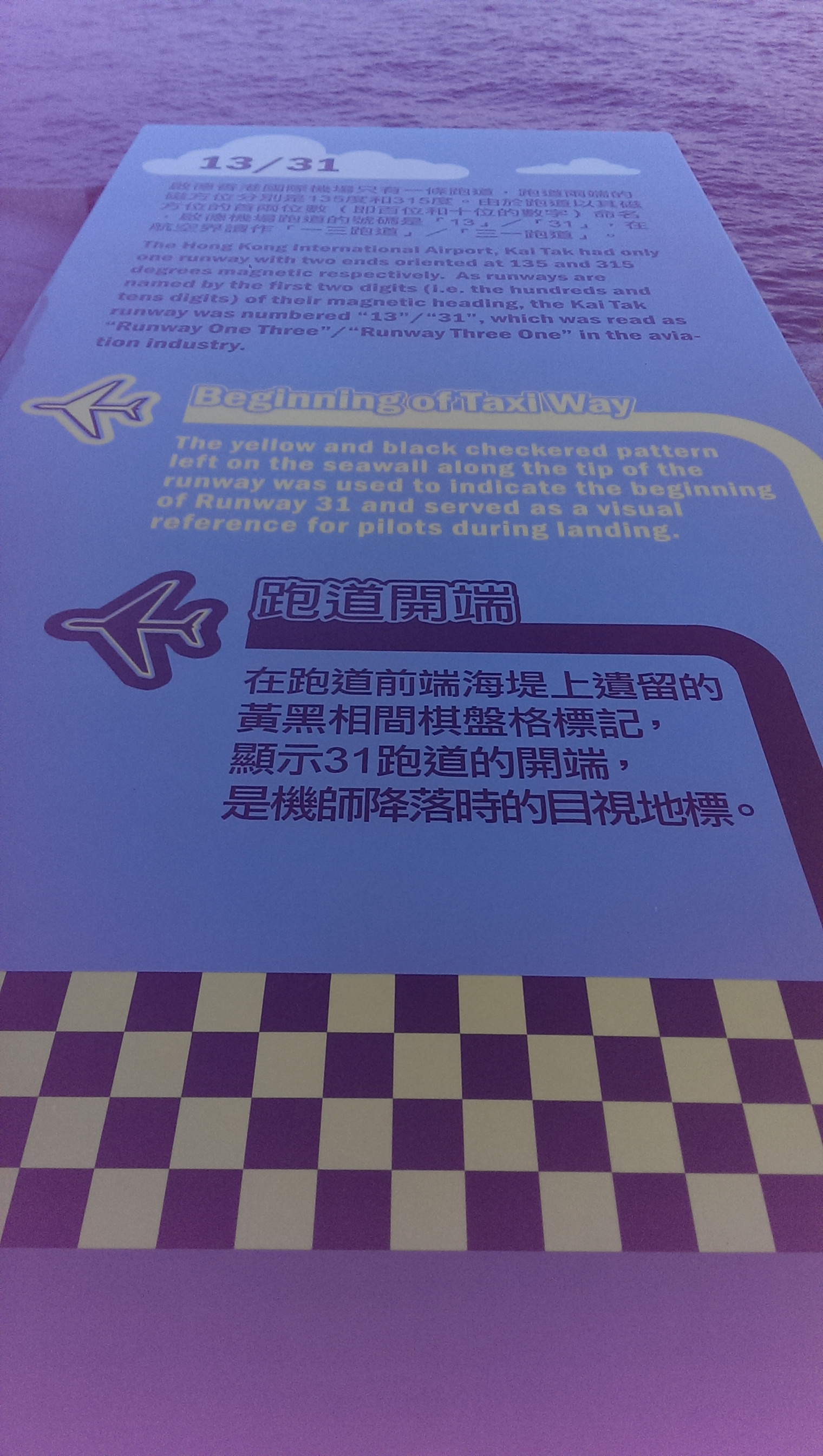
Marquages au sol de l'ancienne piste
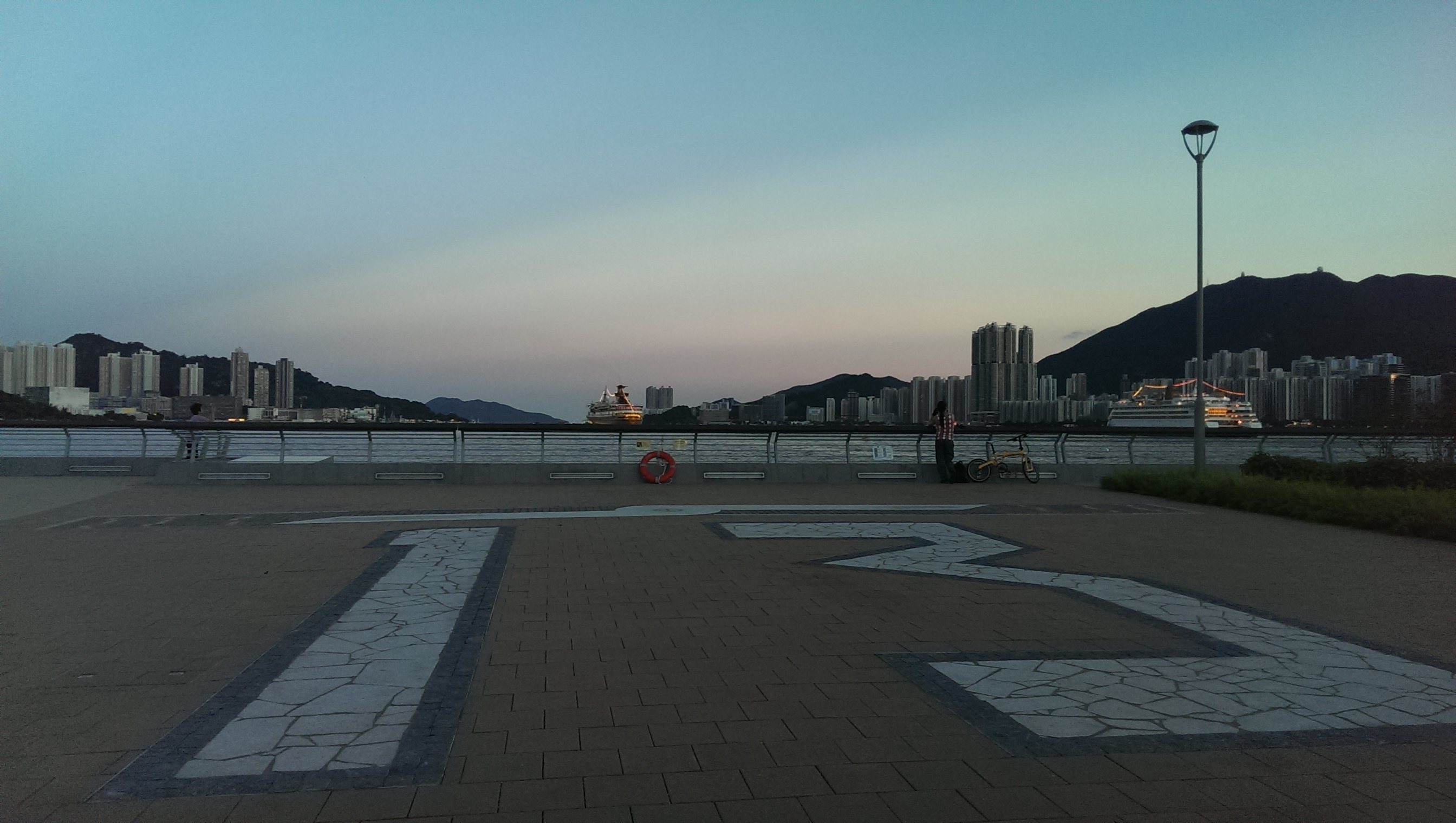
Identification piste 13
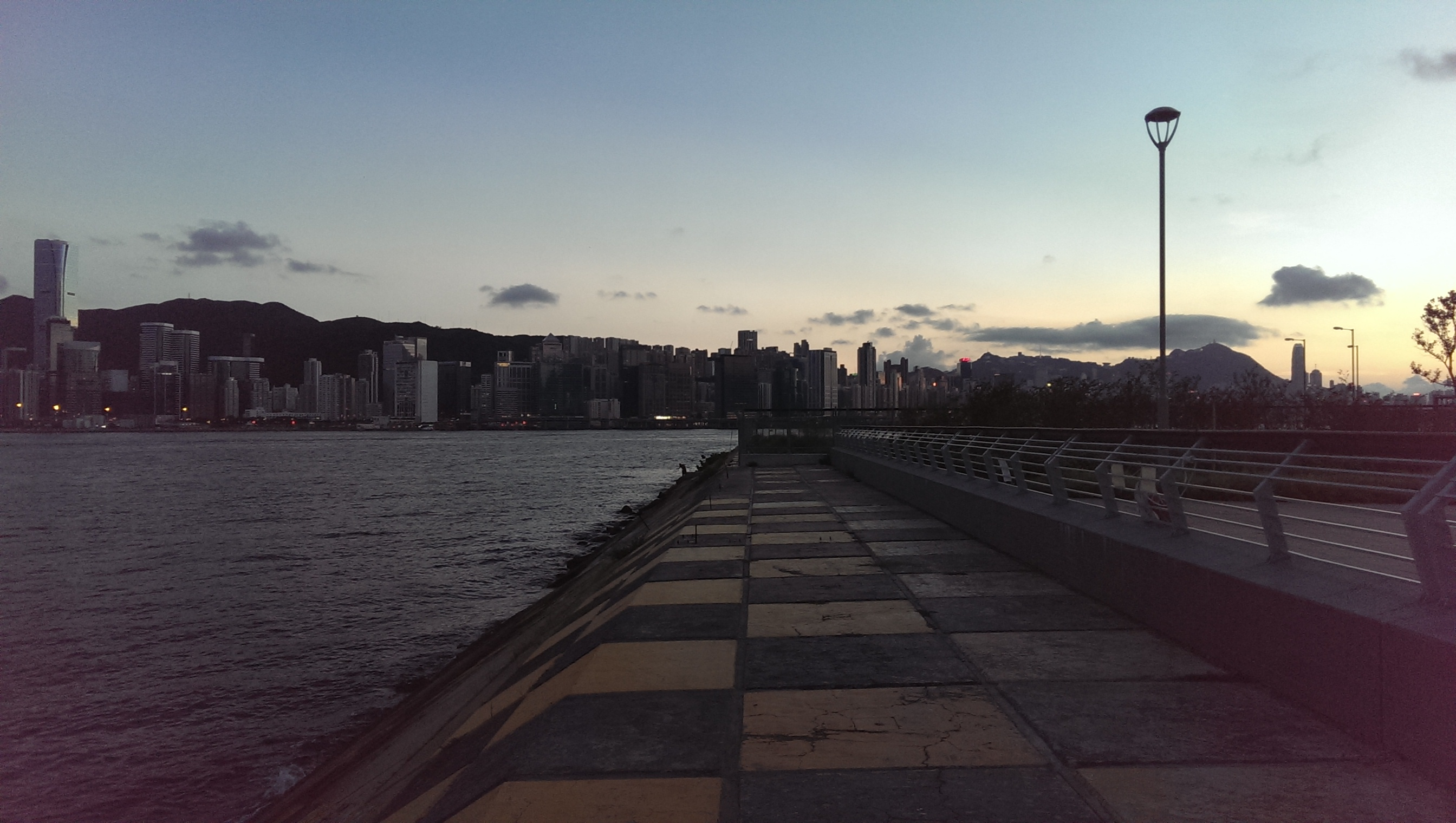
Damier de bout de piste
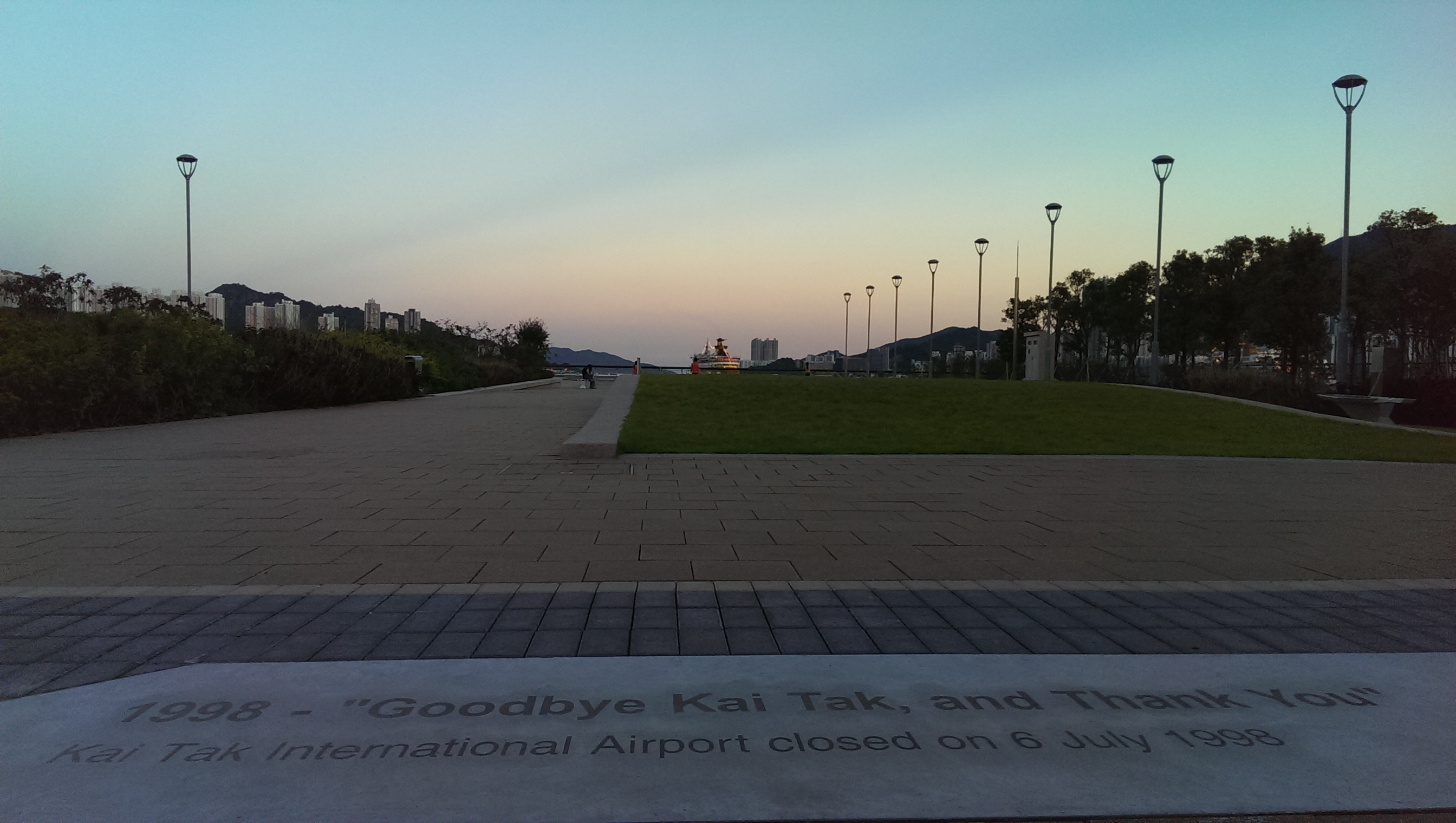
Fresque historique (en anglais)
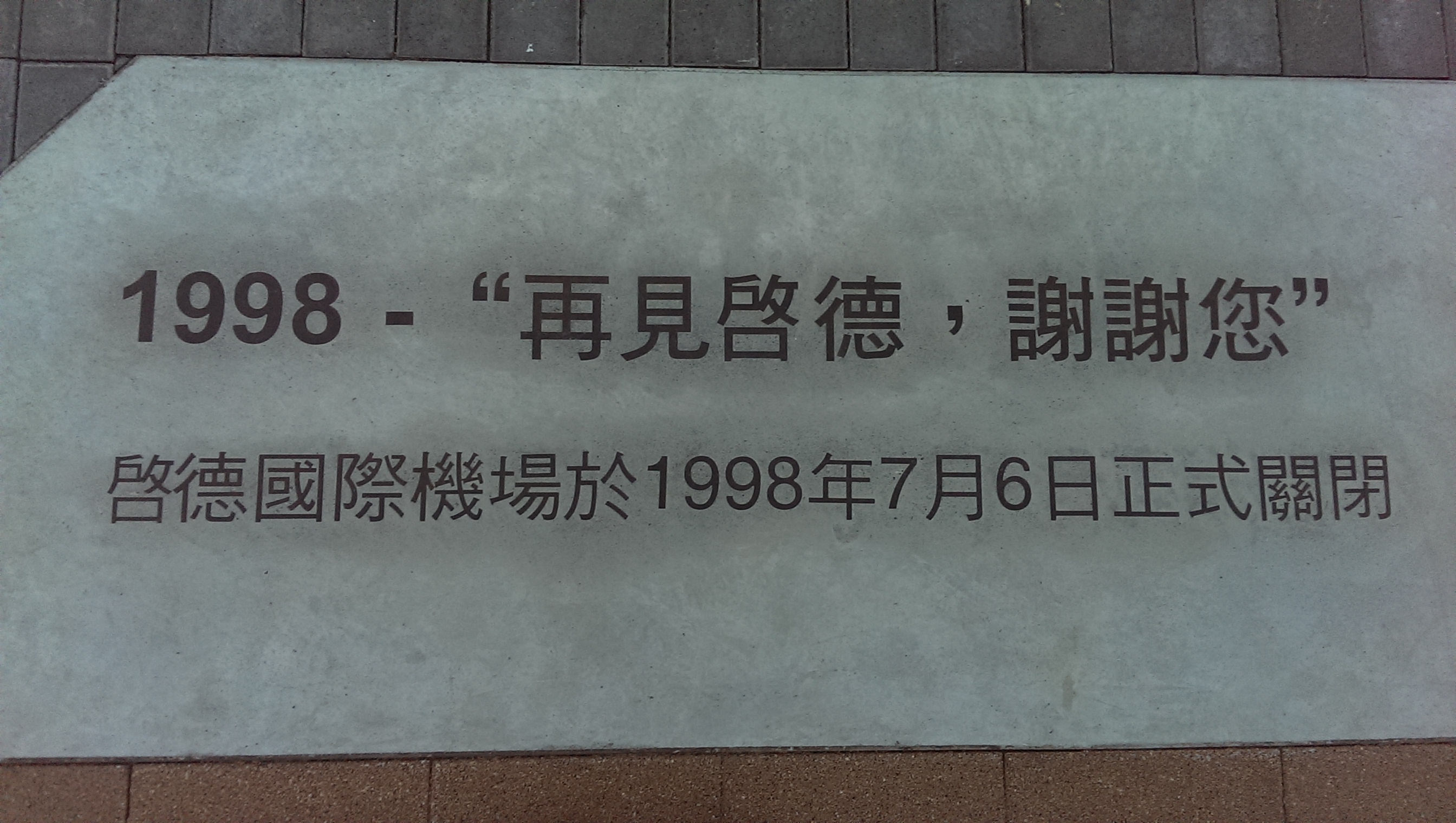
Fresque historique (en chinois)
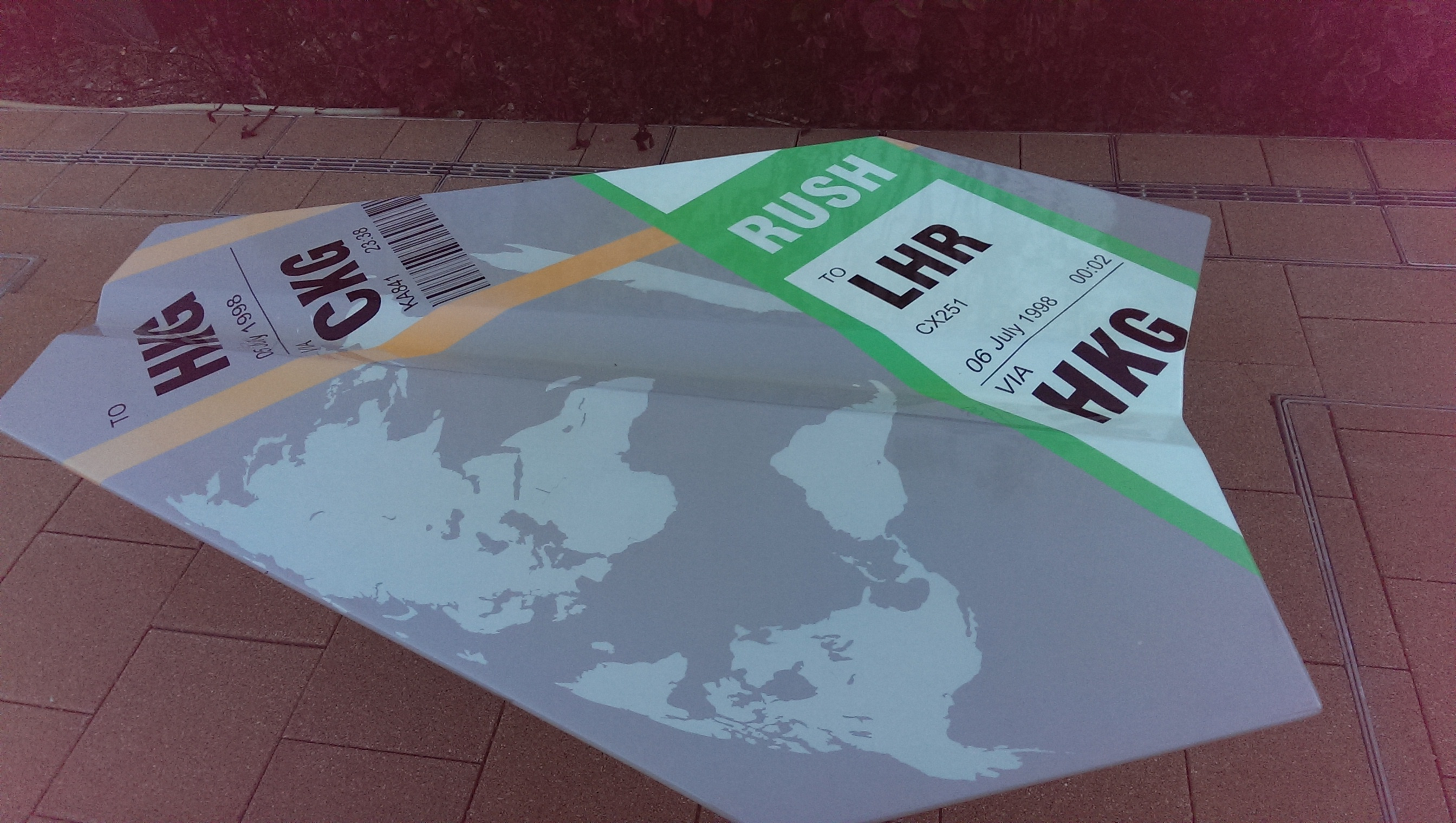
Banc en forme d'avion et au graphisme d'étiquette bagage.

### Flore
Partie à compléter lorsque les informations seront disponibles (pas d'informations en ligne et étiquetage des arbres et plantes non réalisé dans le parc).

## Développements futurs[7]
La phase 2 du parc est en cours de réalisation et devrait être complétée en 2016.
Cette partie du projet prévoit entre autres : 
- La création d'un musée de l'aviation.
- L'exposition d'une maquette de l'ancien aéroport.
- Une réplique de la tour de contrôle de Kai Tak.
- Une réplique de la caserne des pompiers de l'ancien aéroport qui sera la caserne des services de lutte contre les incendies et médicaux responsables du site.
- Des parcs à  jeux pour enfants, sur des thèmes liés à l'aéronautique.
- Plus d'espaces verts, d'arbres et de zones dédíees à la flore.
- Le parc sera inclus dans une randonnée historique au cours de laquelle les promeneurs pourront découvrir des lieux importants de l'histoire de Hong Kong[8].

## Heures d'ouvertures
Le parc accueille les visiteurs tous les jours, vingt-quatre heures sur vingt-quatre.